# Lista odcinków serialu Szpilki na Giewoncie
Poniżej znajduje się lista odcinków wraz z opisami serialu komediowo-obyczajowego Szpilki na Giewoncie. Emisja odbywa się na kanale Polsat.

## Serie
| Sezon | Odcinki    | Premiera sezonu | Finał sezonu      |
| ----- | ---------- | --------------- | ----------------- |
| 1     | 1–13 (13)  | 2 września 2010 | 25 listopada 2010 |
| 2     | 14–26 (13) | 24 lutego 2011  | 19 maja 2011      |
| 3     | 27–39 (13) | 1 września 2011 | 24 listopada 2011 |
| 4     | 40–52 (13) | 1 marca 2012    | 24 maja 2012      |

## Lista odcinków

### Seria 1: 2010
| Nr odcinka | Premiera             | Oglądalność |
| --- | -------------------- | ----------- |
| 1 | 2 września 2010      | 2 768 216   |
| Grzegorz narzeczony Ewy oświadcza się jej, ale ona nie jest pewna czy powinna teraz wychodzić za mąż. Tymczasem jej przełożony napastuje ją w pracy. Ewa oburzona zachowaniem Rafała usiłuje wymóc na prezesie firmy, aby go zwolnił. Ale niestety w wyniku intrygi swojego szefa to Ewa trafia do małego oddziału firmy w Zakopanem, aby poprawić tam wyniki sprzedaży. Ewa jest przerażona tą wiadomością. Podczas drogi do pensjonatu w górach poznaje górala, Bartka. |                      |             |
| 2 | 9 września 2010      | 2 540 313   |
| Redaktor naczelna dziennika, Eliza zaprasza Ewę na pogawędkę o pracownikach jej działu. Po czym z pełną satysfakcją opowiada im, co ich nowa szefowa myśli o nich. Do Zakopanego przyjeżdża matka Ewy, Barbara zaniepokojona nagłą decyzją córki o ślubie. W czasie wyprawy z Ewą na targ spotyka Bartka. Jest nim oczarowana i usiłuje nakłonić ją, by spotkała się z tym mężczyzną. Tymczasem Wika namawia Patryka do sfałszowania umów na umieszczenie reklamy w gazecie. Pozornie podniesie to wyniki, a oni podstępem pozbędą się Ewy. Wciągają w to również Hankę. Tylko Artur odmawia współpracy. |                      |             |
| 3 | 16 września 2010     | 2 728 918   |
| Ewa postanawia porozmawiać z pracownikami na temat podrobionych umów. Uświadamia im, że jest to przestępstwo i mogą zostać w każdej chwili zwolnieni. Tymczasem jej matka idzie na spotkanie z Jędrkiem Skorupą. Barbara chce się dowiedzieć, dlaczego Jędrek nie spotkał się z nią trzydzieści lat temu w umówionym miejscu. Podczas ich rozmowy na Barbarę napada żona Jędrka, Lucyna. Tymczasem Wiktoria pod wpływem rozmowy z Ewą ucieka w góry i ulega wypadkowi. Artur zgłasza zniknięcie Wiki Bartkowi, który okazuje się ratownikiem górskim. Barbara postanawia wyjechać z Zakopanego wiedząc, że jej miłość pozostanie niespełniona, a Jędrek ma teraz swoje życie. Ewa dołącza do ratowników, którzy uratowali Wiktorię, jest wściekła na nią i uważa, że zachowała się nieodpowiedzialnie. Z powodu jej zachowania Bartek wystawia ją z karetki i sostawi samą na szlaku. Tymczasem Jędrek przyjeżdża do pensjonatu Anieli szukać Barbary. |                      |             |
| 4 | 23 września 2010     | 2 950 000   |
| Ewa składa oficjalną skargę na Bartka w siedzibie TOPR-u za pozostawienie jej samej na szlaku. Wika, Hanka, Patryk i Artur usiłują przeprosić szefową za podrobione umowy, ale Ewa pozostaje nieubłagana. Pracownicy zabierają ją na Pęksów Brzyzek i przed kościołem obiecują poprawę. Eliza szantażuje Ewę i grozi jej, że jeśli nie wyjedzie z Zakopanego, to ona wyjawi szefostwu sprawę umów. Kobieta decyduje się wracać do Warszawy. Nie wie o tym, że jej narzeczony, Grzegorz, ma romans z jej najlepszą przyjaciółką. |                      |             |
| 5 | 30 września 2010     | 2 422 852   |
| Ewa każe Grzegorzowi wyprowadzić się z domu, po czym postanawia wrócić do Zakopanego. Barbara wspiera córkę, gdyż nigdy nie lubiła Grzegorza. Jędrek dzwoni do Barbary i powiadamia ją, że przyjechał do Warszawy. Marek nakłania Ewę by zwolniła pracowników gazety, ale ona ich broni. Na imprezie urządzonej przez biuro reklamy dochodzi do konfrontacji pomiędzy Elizą a Ewą. Po kłótni Ewa wychodzi wzburzona z lokalu, a za nią wybiega Bartek. |                      |             |
| 6 | 7 października 2010  | 2 023 630   |
| Do Zakopanego przyjeżdża Grzegorz, aby prosić Ewę o wybaczenie. W pensjonacie Anieli zastaje byłą partnerkę całującą się z Bartkiem. Mimo to stara się nakłonić ją do powrotu. Ewa wyjawia kłamstwa Elizy pracownikom i stara się, aby ich współpraca przebiegała bez zarzutów. Przypadkiem odkrywa sekret Anieli, w konsekwencji tego właścicielka pensjonatu chce, aby Ewa wyprowadziła się. Aniela opowiada jej tragiczną historię swojej rodziny. Jej syn i mąż 11 września 2001 poszli zobaczyć 2 wieże World Trade Center w Nowym Jorku. Niestety zginęli w ich katastrofie. - Notatka: Ten odcinek jest poświęcony pamięci Macieja Kozłowskiego. |                      |             |
| 7 | 14 października 2010 | 2 205 720   |
| Marek i Rafał, zaproszeni przez Elizę, przyjeżdżają do Zakopanego. Eliza stara się wywrzeć na nich jak najlepsze wrażenie, w tym celu przygotowuje napięty plan atrakcji zakopiańskich. Jednocześnie namawia pracowników do bojkotowania pracy, aby obniżyć wyniki. Chce tym skompromitować Ewę i spowodować jej zwolnienie. W Rafale znajduje doskonałego wspólnika swojego misternego planu zemsty. Ewa zostaje wystawiona na liczne próby skompromitowania i ośmieszenia, ale dzielnie towarzyszy jej i wspiera Bartek. Tymczasem Diana i Grzegorz przyjeżdżają do Zakopanego, aby błagać Ewę o wybaczenie. Ewa mówi Bartkowi, że rozstała się z Grzegorzem tym razem na pewno. Jadą razem do pensjonatu Anieli. Jednak gdy Bartek zastaje pod pensjonatem Grzegorza, bez słowa odjeżdża. Ewa ucieka od wszystkiego i decyduje się przenocować u Artura. Aniela zaniepokojona zniknięciem Ewy dzwoni do Barbary. |                      |             |
| 8 | 21 października 2010 | 2 196 630   |
| Artur zabiera Ewę na wycieczkę w góry. Podczas rozmowy z nim Ewa cały czas opowiada o swoich problemach z Bartkiem i Grzegorzem. Artur zniecierpliwiony jej wiecznym marudzeniem na jeden temat, mówi, że czasami też chciałby z nią porozmawiać o swoich kłopotach z facetami. Ewa domyśla się, że Artur jest gejem. Barbara i Aniela dostrzegają Lucynę na Krupówkach. Podsłuchując jej rozmowę dowiadują się, że Jędrek zniknął, a jego żona podejrzewa, że to sprawka Lucyny. Marek żąda wyjaśnień od Elizy w związku z tym, co dzieje się w biurze. Eliza zrzuca całą winę na Ewę. Po rozmowie z Patrykiem Marek domyśla się, że to Eliza zrobiła całe zamieszanie w redakcji. Eliza szukając możliwości zaszkodzenia Ewie, proponuje Bartkowi redagowanie kolumny w dzienniku Tu i Teraz. Ewa i Artur wracają z gór. Ewa idzie na rozmowę z Markiem, Rafałem i Elizą i jest przygotowana na to, że zostanie zwolniona. Jednak Marek podejmuje decyzję o zatrzymaniu Ewy i Elizy, ale żąda zwolnienia Hanki, Wiki, Patryka i Artura. |                      |             |
| 9 | 28 października 2010 | 2 127 490   |
| Eliza namawia Niedźwiedzia, aby zniechęcił Bartka do Ewy. Ewa powiadamia pracowników, że Marek kazał ich zwolnić, jednocześnie prosi, aby zorganizowali dla niego podobną rozmowę kwalifikacyjną jak dla niej. W ramach pocieszenia zaprasza pracowników na przyjęcie do pensjonatu Anieli. Lucyna także się tam zjawia, oskarżając Barbarę o zabranie jej męża. Marek i Ewa przeprowadzają casting na nowych pracowników. Marek orientuje się, że kandydaci zostali podstawieni, ale mimo to pozwala Ewie zatrzymać Wiktorię, Hankę, Patryka i Artura w swoim zespole. Jest to ich ostatnia szansa. Tymczasem Eliza przy pomocy swojej przyjaciółki, Anny i Niedźwiedzia knuje intrygę, w której Anna ma udawać dziewczynę Bartka. Bartek próbuje wytłumaczyć ukochanej, że nie zna tej kobiety, ale Ewa mu nie wierzy. |                      |             |
| 10 | 4 listopada 2010     | 1 955 330   |
| Do biura gazety przychodzi Olga, żona Patryka. Oskarża Ewę, że Patryk za dużo pracuje i nie dostaje za to odpowiednich pieniędzy. Żąda wyjaśnień, dlaczego Ewa tak wykorzystuje jej męża. Tymczasem Patryk odwiedza Andżelę, prostytutkę w agencji towarzyskiej, a żonę okłamuje, że późne powroty do domu spowodowane są pracą. Do biura przychodzi Bartek z bukietem kwiatów. Chce porozmawiać z Ewą, ale dochodzi do dosyć ostrej sprzeczki między zakochanymi. Słyszą to pracownicy biura i dochodzą do wniosku, że jednak między Bartkiem a Ewą musi być coś więcej, niż tylko przelotna znajomość. Barbara przed wyjazdem do Warszawy prosi Ewę, żeby ta pomogła Anieli urządzić pogrzeb jej męża i syna. Aniela musi pożegnać się ze swoimi bliskimi, aby rozpocząć nowe życie. Rozmowa Ewy z Anielą jest bardzo emocjonalna, ale w końcu właścicielka pensjonatu zgadza się na symboliczny pogrzeb. Eliza, wciąż szukając okazji do zranienia Ewy, zaczyna interesować się Bartkiem. |                      |             |
| 11 | 11 listopada 2010    | 2 250 900   |
| Ewa otrzymuje w pracy przesyłkę. W pudełku jest informacja o spotkaniu. Ewa nie wie, kto przysłał jej tę informację, ale podejrzewa, że to głupi żart. Ewa co jakiś czas dostaje kolejne, coraz mniejsze pudełeczka z wyznaczonym miejscem spotkania. Po przybyciu na to miejsce znajduje tylko coraz mniejsze pudełka. Tymczasem Grzegorz przyjeżdża do Zakopanego. Jest to ostatnia jego próba, aby odzyskać Ewę. Tym razem postanawia się jej oświadczyć. Ona pod wpływem ostatnich wydarzeń i przede wszystkim kłótni z Bartkiem zaczyna uważać, że może jednak Grzegorz nie jest taki zły. Artur wyjeżdża do domu dziadków pod Zakopanem. Chce odpocząć i w ciszy przemyśleć swoje życie. Niestety jego śladem podąża zakochana w nim Wika. Dochodzi w końcu do ich spotkania, podczas którego Wika usiłuje pocałować Artura, ale ten odmawia. Dopiero wtedy Wika zaczyna domyślać się, że Artur jest innej orientacji seksualnej. Czuje się zraniona i oszukana. Wybiega wściekła z domu Artura. Natomiast Ewa odkrywa tajemnicę Patryka. Mężczyzna nie jest w stanie podołać wszystkim obowiązkom i jako sposób na ucieczkę od codzienności znalazł Andżelę w agencji towarzyskiej. Odwiedza ją regularnie, a ona czyta mu bajki. Ewa wkracza do akcji i obiecuje zdjąć z Patryka trochę obowiązków, ale w zamian za obietnicę, że nie będzie już korzystał z usług prostytutki. Niedźwiedź wyznaje Bartkowi, jaką aferę przygotowała Eliza. Bartek usiłuje odnaleźć Ewę i wszystko jej wytłumaczyć. |                      |             |
| 12 | 18 listopada 2010    | 2 081 410   |
| Ewa i Grzegorz wracają do Warszawy powiedzieć Barbarze o swoim ślubie. Barbara jest bardzo niezadowolona, ale jednak zgadza się pomóc córce w przygotowaniach do tej uroczystości. Ślub odbędzie się w Zakopanem, bo tam Ewa i Grzegorz ponownie się w sobie zakochali. Tymczasem pracownicy biura postanawiają za wszelką cenę pogodzić ją z Bartkiem i organizują wieczór panieński dla Ewy. Żeby dać Ewie i Bartkowi ostatnią szansę, Wika zaprasza kapelę Bartka na wieczór panieński Ewy. Ewa postanawia awansować Hankę na kierownika biura. Chce nagrodzić ją w ten sposób za jej dobre wyniki, a jednocześnie odciążyć Patryka. Ale stawia jeden warunek. Hanka musi zrobić porządek ze swoim życiem prywatnym, a konkretnie partnerem Sławkiem. Sławek ma skłonność do alkoholu i czasami bije Hankę. Ewa przychodzi do pubu na swój wieczór panieński i zauważa Bartka. Hanka, Wika i Aniela z niepokojem obserwują jej reakcję na widok ukochanego. I dochodzi do awantury, Ewa każe Bartkowi wyjść. Dziewczyny tłumaczą, że chciały jej dać ostatnią szansę na zmianę decyzji. |                      |             |
| 13 | 25 listopada 2010    | 2 200 650   |
| Wieje halny. Bartek zabiera Ewę do siebie. Rano Ewa i Bartek postanawiają być ze sobą, ale nie podejmować na razie zobowiązań. Barbara przywozi do Zakopanego suknię ślubną. Ewa powiadamia Anielę i Barbarę, że odwołuje ślub. Jędrek wysłał do Barbary wiadomość. Informuje, że wszystko z nim w porządku i jest w Chicago. Do Lucyny też pisze, że chce rozwodu. Wieczorem Misiu przewraca się na ulicy i spotyka drugiego Misia, który okazuje się kobietą. Gdy Bartek przygotowuje się do kolacji z Ewą, ktoś puka do drzwi. Nie odwracając się, mężczyzna zaprasza do środka. Gościem okazuje się kobieta w ciąży. Ewa dowiaduje się, że to jest jego żona. |                      |             |

### Seria 2: 2011
| Nr odcinka | Nr odcinka w serii | Premiera         | Oglądalność |
| --- | ------------------ | ---------------- | ----------- |
| 14 | 1                  | 24 lutego 2011   | 2 595 320   |
| Ewa pracuje już w Warszawie. Natomiast Rafał jest szefem biura sprzedaży w Zakopanem. Zakopiański oddział sprzedaży firmy Tu i Teraz poprawił swoje wyniki. Żona Bartka urodziła już dziecko, lecz chłopak miał wypadek, kiedy wybiegł szukać Ewy podczas halnego, więc teraz musi leżeć w szpitalu. Wika odeszła z firmy, ponieważ Rafał cały czas ją napastował. Ewa dowiaduje się, że Jędrek Skorupa, który zmarł, jest jej ojcem. Teraz jest obrażona na mamę, lecz szybko jej wybacza. Dziewczyna próbuje się teraz dowiedzieć czegoś więcej o swoim „drugim” ojcu, którego w ogóle nie znała ani nie widziała. Następnego dnia Grzegorz miał wypadek na nartach, więc karetką przyjechał do szpitala. Niestety musi leżeć w tej samej sali co Bartek. Doh Lucyny przyjecał Michał, brat Jędrka, który mówi jej, że jej mąż nie żyje. jego prochy przywiózł ze sobą. Na odczytaniu testamentu okazuje się, że 40% majątku dał swojej córce Ewie Drawskiej.               |                    |                  |             |
| 15 | 2                  | 3 marca 2011     | 2 400 626   |
| W Zakopanem odbywa się pogrzeb Jędrka Skorupy. Lucyna jest bardzo rozgoryczona, że na pogrzeb przyszły Ewa i Barbara. Rafał przyjmuje nową pracownicę do oddziału biura Tu i Teraz w Zakopanem, którą niestety nie chce polubić reszta pracowników. Ewa rozmawia, ze swoją przyjaciółką i mówi jej, by uratować to co ona postawiła na nogi w Zakopanem, musi tam wrócić i wziąć sprawy w swoje ręce. Następnego dnia jest już w górach i rozmawia z przyjaciółmi i Anielą. Michał Skorupa chce porozmawiać z Basią i w tym wypadku jedzie do Warszawy. Ewa jest gotowa oddać swoją część spadku Lucynie. Grzegorz i Bartek podczas pobytu w szpitalu cały czas sobie dokuczali, jednak Grzesiek szybko wychodzi. |                    |                  |             |
| 16 | 3                  | 10 marca 2011    | 2 542 576   |
| Pracownicy w biurze „Tu i Teraz” zastanawiają się jak pozbyć się nowej pracownicy. Bartkowi coraz bardziej doskwiera szpital i noga w gipsie. Ewa odwiedza go w szpitalu. Wkrótce wraz z Joanną po raz kolejny kłócą się. Barbara spotyka się z Michałem w Warszawie, podczas której szczerze rozmawiają. Następnego dnia Ewa spotkała Misia, który gonił drugiego niedźwiedzia, gdyż chciał z nim porozmawiać. Patryk i Rafał znów spotykają się z Angelą. Janek chciał zrezygnować z bycia misiem, jednak Hanka przekonała go, by nie robił głupstw. Wkrótce po raz kolejny pogania swego wroga. Do Zosi wydzwania pewien mężczyzna, który próbuje ją znaleźć. Wysyła swego sługę. Zosia ewidentnie się ukrywa. Ewa pojechała do szpitala odebrać Bartka, lecz gdy tam była, zobaczyła, że uprzedziła ją Joanna. - Notatka: Ten odcinek przyjął nową muzykę tytułową. Struktura jest taka sama, lecz końcówka piosenki różni się od tej z poprzedniej wersji.               |                    |                  |             |
| 17 | 4                  | 17 marca 2011    |             |
| Ewa dowiaduje się, że drugi Miś w Zakopanem jest kobietą. Patryk próbuje napisać skargę na Ewę, którą polecił mu Rafał. Bartek dowiaduje się, że Ewa wyjeżdża do Warszawy, więc ten próbuje dogonić pociąg. Niestety na marne. Jednak wkrótce za namową Misia, wraz z nim jedzie do wielkiego miasta - Warszawy. Michał mówi Lucynie, że musi jechać do Stanów w interesach. Tak naprawdę jedzie do Anieli, gdzie bardzo czule całują się. |                    |                  |             |
| 18 | 5                  | 24 marca 2011    |             |
| Rafał wysyła pracownikom biura zestawienie z premią. Patryk i Artur nie dostają jej wcale. Anielę i Michała, którzy całą noc spędzili razem, nachodzi Lucyna, by porozmawiać o Ewie. Mężczyzna musi się kryć przed bratową. Bartek i Miś odwiedzają biuro sprzedaży Tu i Teraz w Warszawie w poszukiwaniu Ewy. Eliza spotyka się z Igorem. Patryk idzie na sesję zdjęciową, którą polecił mu Artur. W zamian otrzymuje 10 tys. złotych. Do biura przychodzi facet, który chciał ukazać ogłoszenie ze zdjęciem Zosi. Marta idzie do Elizy. Tam wyjaśniają sobie wszystko. Okazuje się, że jej ojciec, Wojciech Łukasik, odszedł kilka lat wcześniej od jej matki, by być z Elizą, co doprowadziło jej matkę do poważnej depresji, z której do dziś się nie wydobyła. Aneta z Ewą idą na dyskotekę, gdzie przychodzi Bartek. Tam się godzą. Po wyjściu z klubu, Ewa oznajmia, że do Zakopanego przyjedzie za kilka dni. Jednak Bartek ją zaskoczył i siłą zaciągnął na dworzec. |                    |                  |             |
| 19 | 6                  | 31 marca 2011    |             |
| Ewa jest szczęśliwa z Bartkiem. Wizerunek Patryka zostaje pokazany na bilbordach w Zakopanem, który reklamuje sprzęt narciarski. Do Lucyny przyjechała jej siostra, która namawia ją, by ze sprawą pensjonatu poszła do sądu. Do Zakopanego przyjechał Marcin, który poszukiwał Zosi. Ewa zobaczyła w gazecie ogłoszenie, iż zaginęła właśnie Zosia. Gdy ją spotkała zaczęły rozmawiać. Okazało się, że Zosia uciekła z Sopotu od męża i jego sługa Marcin jej szuka. Chwilę potem pojechały do Anieli, gdzie na jakiś czas zatrzymała się Zosia. Olga dowiedziała się o bilbordzie, na którym widać jej męża. Po powrocie do domu pokłóciła się z nim, ponieważ nie mogła znieść upokorzenia jakiego ona doznała i jej dzieci. |                    |                  |             |
| 20 | 7                  | 7 kwietnia 2011  |             |
| Bartek pokłócił się z Ewą o to, że pilnował dziecka Joanny. Chłopak wymyślił, że nie będzie gościem Ewy, tylko gościem w pensjonacie Anieli. Ewa zobaczyła bilbord z Patrykiem. Niestety ten ma kłopoty w pracy, ponieważ dostał ultimatum. Musiał zebrać kilka umów tygodniowo, by nie być zwolnionym. Lucyna cały czas myśli o spadku. Zosia nadal ukrywa się przed mężem. Niestety pewnej nocy wandale ukradli jej czapkę misia. Uciekając przed nimi wpada na Rafała. Chłopak poznaje dziewczynę lecz nie wiem gdzie ją widział. |                    |                  |             |
| 21 | 8                  | 14 kwietnia 2011 |             |
| Rafał spotyka się z Marcinem, by porozmawiać o zaginionej dziewczynie. Razem jadą do Janka, który prowadzi ich na zły trop. Gdy słyszy podejrzaną rozmowę Marcina, postanawia pomóc Ewie i Zosi. Joanna zmienia zamki w mieszkaniu Bartka. Ten straszy kobietę, że pójdzie w końcu do sądu. Michał idzie na spotkanie do Lucyny. Tam świetnie się bawi. Aniela się przez to zdenerwowała. Do Artura znów przyjeżdża Mateusz, lecz ten go zbywa. Ewa godzi się z Bartkiem, gdy ten oznajmił jej, iż złożył papiery rozwodowe. |                    |                  |             |
| 22 | 9                  | 21 kwietnia 2011 |             |
| Zosia nadal ukrywa się przed Marcinem. Ewa wraz z innymi pomaga jej w tym. Olga nadal gniewa się na Patryka, lecz ten próbuje łagodzić zaistniałą sytuację między nimi. Jednak wkrótce się godzą. Sławek po raz pierwszy od dłuższego czasu pobił Hankę. Rafał poszedł na policję, by to oni pomogli szukać „zaginionej” Zofii Wieczorek. Wkrótce pojawiają się ogłoszenia z wizerunkiem dziewczyny. Grzegorz uwiódł Anetę. Marta ma kolejne spotkanie z Igorem. Tymczasem Eliza proponuje mężczyźnie, by redakcja Tu i teraz zorganizowała mu wystawę, którą ma się zając właśnie Marta. |                    |                  |             |
| 23 | 10                 | 28 kwietnia 2011 |             |
| Markowi spodobał się pomysł redakcji. Aneta przyjechała do Zakopanego, by powiedzieć Ewie, że spała z Grzegorzem. Ewa się nie gniewa. Marcin szuka Zosi, gdyż jej mąż go ponagla. Bartek dowiedział się, że będzie musiał znów mieć nałożony gips, gdyż przeforsował leczoną nogę. Igor poznał plan Marty. Lucyna zgodziła się, by prowadzić pensjonat wraz z Ewą, jednak dziewczyna tego nie chce. Jasiek całkowicie się zmienił z flejtucha na czystego mężczyznę. Zosia poznała historię jak Jan Zaworowski stał się Jaśkiem. Zosia została złapana przez jej męża. Na szczęście przyszli jej na pomoc przyjaciele wraz z reporterką radia RMF FM, więc mąż wypuścił ją i sam pojechał do Szczecina. |                    |                  |             |
| 24 | 11                 | 5 maja 2011      |             |
| Michał namawia Lucynę, by pogodziła się z Ewą. Ta z kolei jest obrażona na Bartka. Bartek ma już dość problemów stworzonych przez Joannę, gdyż kobieta pojechała do Warszawy, by szukać pracy i zostawiła mu na głowie Adasia. Natomiast Barbara przyjechała do Zakopanego do córki. Wraz z Anielą opiekowała się synem Bartka. Zosia i Jasiek są teraz razem. Dziewczyna nie musi się już ukrywać. Eliza pokłóciła się z Igorem, a ten wraz z Martą zaczął się całować. Na kuligu, lekarz Bartka podrywał Ewę. Bartek postanowił powalczyć o nią. Zdesperowana Ewa przyszła do Lucyny z prośbą o nocleg. Na reszcie Lucyna pogodziła się z Ewą. |                    |                  |             |
| 25 | 12                 | 12 maja 2011     |             |
| Następnego dnia Ewa wracając od Lucyny postanowiła przyjąć pensjonat. Do biura redakcji „Tu i teraz” przyszłą narzeczona Rafała. Kiedy mężczyzna się zjawił nie przyznał się do kobiety. Ewa wraz z Lucyną i Michałem przygotowuje listę potrzebnych spraw w związku z remontem pensjonatu. Kolejnego dnia do Zakopanego przyjechał Marek, który oznajmia, że przyjadą goście z odległej Azji. Niestety ani Ewa, ani Rafał nie spisali się w 100 procentach. Zbliża się wernisaż prac Igora. Joanna wróciła do Zakopanego. Wieczorem Ewa potkała zapłakaną Elizę na ławce. Tam szczerze rozmawiają. |                    |                  |             |
| 26 | 13                 | 19 maja 2011     |             |
| Eliza postanawia podziękować Ewie za porady, które jej dała. Jednak wkrótce okazuje się, że kobieta knuje kolejny plan, by pozbyć się Ewy raz na zawsze. Kobieta dostaje błędne informacje dotyczące spotkania w sprawie sponsora do imprezy integracyjnej. W rezultacie do spotkania nie doszło, a impreza została odwołana. Zdziwiony Artur postanawia iść do Mateusza, by przekonać go, by za sponsorował imprezę. Tam dowiaduje się, że mężczyzna ma żonę i dzieci. Joanna podpisuje papiery rozwodowe i oznajmia Bartkowi, że wraz z synem i chłopakiem wyjeżdżają do Chicago. Barbara postanawia wyjechać do Warszawy. Lucyna uczy się obsługiwać komputer. Ewa zostaje zwolniona z pracy. Na pocieszenie wyrusza na wycieczkę w góry wraz z lekarzem Jakubem. Bartek przebywający w pracy, odbiera zgłoszenie, że kobieta i mężczyzna zostali zasypani przez lawinę i prawdopodobnie nie żyją...                                                                       |                    |                  |             |

### Seria 3: 2011
| Nr odcinka | Nr odcinka w serii | Premiera             | Oglądalność |
| --- | ------------------ | -------------------- | ----------- |
| 27 | 1                  | 1 września 2011      | 1 998 454   |
| Kiedy Bartek poszedł na ratunek ludziom zasypanym przez lawinę okazało się, że jedną z nich jest Marta, a mężczyzna nie żyje. Ewa z Jakubem widzieli lawinę, ale 2 kilometry od siebie. Wkrótce Ewka i Bartek godzą się i znów są razem. Wraz z Lucyną prowadzą pensjonat. Michał wyjechał do Warszawy załatwiać swoje sprawy. 2 miesiące później. W Zakopiańskim biurze redakcji Tu i Teraz dalej pracuje Hanka, Patryk i Artur. Eliza awansowała i teraz pracuje w Krakowie, więc redakcja nie ma ani szefa, ani naczelnego. Hanka postanawia przejąć „pałeczkę”. Aneta i Grzesiek dalej są razem, a Barbara w Warszawie spotyka się z Michałem. Wkrótce Ewa jedzie do Warszawy, by spotkać się z przyjaciółmi. W rezultacie dostaje prace w biurze, w którym pracowała na początku. Marta przy pomocy Igora kupuje wille, który mieści się przy pensjonacie Lucyny. Dziewczyna prosi Bartka o pomoc w remoncie, ponieważ chce tam stworzyć swój pensjonat. Gdy Bartek pisał list dla Ewy, dziewczyna podstępem zmienia jego treść i postanawia odbić narzeczonego Ewie. Drawska zwalnia się z pracy i po długiej przerwie wraca do Zakopanego. Tam widzi swojego chłopaka, który czule bawi się z Martą. - Notatka: Od tego odcinka serial przybrał nową wersję czołówki. Różni się ona od poprzedniej tylko kilkoma animacjami. |                    |                      |             |
| 28 | 2                  | 8 września 2011      | 2 225 682   |
| [1] Rafał Kocój, dawny znienawidzony szef Ewy, zostaje porwany z warszawskiego biura przez górali – braci Dorotki, która jest z nim w ciąży. Rafał trafia na halę pasterską, gdzie pod bacznym okiem juhasów ma przemyśleć swoje postępowanie i zgodzić się na ślub z Dorotką. Ewa pozostaje w Zakopanem i angażuje się w pracę przy pensjonacie należącym do niej i do Lucyny. Planuje hucznie rozpocząć sezon turystyczny i przyciągnąć gości. Dodatkowo rozstaje się z Bartkiem, który został zagarnięty przez Martę. |                    |                      |             |
| 29 | 3                  | 15 września 2011     | 2 187 249   |
| [1] Ewa poświęca większość swoich sił na podnoszenie standardu pensjonatu. Jej wizja nowoczesnego zarządzania ściera się tu z tradycyjnym podejściem Lucyny. Konflikty między Ewą a Lucyną szybko schodzą na dalszy plan. Podstawowe znaczenie zyskuje rywalizacja z pensjonatem Marty, położonym tuż za płotem. Rozpoczyna się ostra walka o klienta, obfitująca we wzajemne złośliwe psikusy. |                    |                      |             |
| 30 | 4                  | 22 września 2011     |             |
| Wojna między pensjonatami trwa. W tym czasie Zakopane staje się miejscem szczegółowej kontroli sanepidu. Sytuację chce wykorzystać Lucyna do ostatecznego pognębienia rywali zza płotu: pisze na nich donos, a następnie kupuje szczura, aby podrzucić na ich teren. Wkrótce ów szczur ucieka z pod panowania Lucyny i ukrywa się gdzieś w pensjonacie. Ofiarami kontroli padają również misie Jasiek i Zosia, które dostają zakaz pracy na Krupówkach. W redakcji „Tu i Teraz” pracownicy wpadają na pomysł, by kupić los na loterii. Kiedy już go wypełnili każą schować go Zosi, gdzieś w biurze, by było uczciwie. Z powodu wizyty sanepidu kuchnia Lucyny i łazienka Marty zostają tymczasowo zamknięte. Właściciele zawierają pakt w którym korzystają wspólnie z łazienki Lucyny i kuchni Marty. Ewa chcą wzbudzić zazdrość u Bartka, postanawia namiętnie całować się z Grześkiem. Przypadkowo nie wyłączają telefonu. Aneta będąca w górach słyszy dziwne dźwięki. Postanawia wrócić do pensjonatu. |                    |                      |             |
| 31 | 5                  | 29 września 2011     |             |
| Aneta wraca do pensjonatu, gdzie Ewa tłumaczy jej co zaszło między nią a Grześkiem. Grzesiek będący na treningu podrywa pewną dziewczynę. Wszystko widzi Aneta i robi mu okropną awanturę. W biurze redakcji panuje ożywienie. Wszystkim wydaje się, że liczby, które skreślili na kuponie, padły w ostatnim losowaniu. Niestety, Zosia schowała kupon, a nikt nie wie, gdzie go szukać. Kiedy udaje się do odnaleźć, okazuje się, że wygrana nie jest wysoka. Zosi wyjeżdża do Warszawy, ponieważ Janek znów zaczął pić. Miała go już dość i musiała wszystko przemyśleć. Zdesperowany niedźwiedź zaczyna jej szukać, lecz bez skutku. Artur ma coraz mniejsze szanse na wyjazd w Himalaje. Basia dzwoni do Michała i pyta się, czy powiedział Anieli to, co między nimi zaszło. Mężczyzna mówi, że czeka na odpowiedni moment. Kobieta postanawia wziąć sprawy w swoje ręce. Przyjeżdża do Zakopanego i udaje się do Anieli. Tam oznajmia przyjaciółce, że między nią a Michałem zaszło zbliżenie. Góralka bardzo się oburzyła i razem z Warszawianką szuka Michała w pokoju. Okazało się, że Michał uciekł. W tajemnicy znalazł schronienie u Lucyny. Góralka ukrywa go u siebie z litości. Konflikt między pensjonatami nie kończy się. Ewę denerwuje, że Bartek wystawia reklamy pensjonatu Marty, w takim miejscu, iż zasłaniają one widok na pensjonat Lucyny. Miejscowy ksiądz, chce ubić utarg z przetworów Lucyny i Anieli. |                    |                      |             |
| 32 | 6                  | 6 października 2011  |             |
| Rafał pod naciskiem górali, zgadza się ożenić z Dorotą. Jednak ślub nie jest jego najważniejszą sprawą. Tajemniczy biznesmeni zlecili mu przygotowanie budowy ogromnego kompleksy hotelowego, który ma powstać w Zakopanem. Kocój postanawia się wzbogacić. Barbara dalej mieszka w pensjonacie Lucyny i Ewy. Między Anielą a Barbarą dochodzi do kolejnego starcia w którym również towarzyszy Lucyna. Dwie pierwsze kobiety dowiadują się, że ta trzecia ukrywała Michała w jednym z pokoi swojego hotelu. W rezultacie Michał opuszcza tymczasowe miejsce zamieszkania i nie wraca już do niego. Obie kobiety straciły do niego zaufanie. Ewa coraz bardziej, kolejny raz przywiązuje się do Bartka z odwzajemnieniem. Po raz kolejny wiąże się między nimi przyjazna więź. Wpływa na to również fakt, iż Bartek rozstał się z Martą, jednak dalej u niej pracuje. |                    |                      |             |
| 33 | 7                  | 13 października 2011 |             |
| Pod wpływem córki Barbara decyduje się pogodzić z najlepszą przyjaciółką - Anielą. Jednak ta nie potrafi wybaczyć byłej koleżance, iż zmarnowała jej ostatnią szansę na miłość. Bartek dowiaduje się, że Rafał zlecił pomiary geodezyjne na terenie pensjonatu Lucyny. W tamtym rejonie ma stanąć nowy hotel. Między nimi dochodzi do rękoczynów. Redakcja „Tu i Teraz” zmienia swoją siedzibę, ponieważ w starej ma być remont. Patryk chce odejść z redakcji i zacząć pracować dla firmy Rafała. Okazuje się, że biuro nowej firmy znajduje się w tym samym budynku co redakcji gazety. Aniela zauważa, że z jej spiżarni zaczynają znikać zapasy. Prowizorycznym sposobem stara się złapać młodego złodzieja, jednak ten jej ucieka. Lucyna zaczyna zalecać się do Bartka, a Ewa dowiaduje się, że jest w ciąży. Razem z Barbarą i Jankiem jedzie do Warszawy załatwić parę spraw. |                    |                      |             |
| 34 | 8                  | 20 października 2011 |             |
| brak opisu |                    |                      |             |
| 35 | 9                  | 27 października 2011 |             |
| Lucyna i Hanka dowiaduje się, że Ewa jest w ciąży. Bartek wprowadza się do mieszkania Artura, ponieważ ten wyjechał do Krakowa. Aniela zaprzyjaźnia się z Romkiem. Wkrótce z jej półek znikają produkty. Kobieta dzwoni na policję. Janek, chcąc odnaleźć Zosię, umieszcza w gazecie ogłoszenie. Hankę znowu zaatakował mąż. Ten złożył zeznania na policję przeciwko niej. Zrozpaczona kobieta idzie do Sławka do szpitala i próbuje wytłumaczyć wszystko. Jednak mężczyzna i tak nie chce jej słuchać. Ewa wraz z Bartkiem i Patrykiem postanawiają pomóc koleżance i złożyć zmyślone zeznania. Olga szybko się orientuje i wygania całą trójkę z komisariatu. Następnego dnia Bartek, Hanka i Patryk zastawiają pułapkę na Sławka. Kiedy mężczyzna uderza kobietę, i zbliża się z nożem do dziewczyny, do akcji wkracza Olga. Mężczyzna zostaje zatrzymany. W rezultacie Hanka ostatecznie uwolniła się od męża. Artur wraca z Krakowa i wraz z Martą i Ewą dowiaduje się, że Bartek wyjeżdża do Warszawy do pracy. Poznaje również co tak naprawdę knuje Rafał. W gazecie ukazała się wizualizacja nowoczesnego hotelu, który ma powstać pod oknami pensjonatu Ewy i Lucyny oraz na sprzedanych polach. Wszyscy dowiedzieli się na co zostaną przeznaczone pola, które sprzedał. |                    |                      |             |
| 36 | 10                 | 3 listopada 2011     |             |
| Aniela czeka na wieść o Romku, który zniknął bez śladu. W Zakopanem pojawia się Agnieszka Lipnicka (Natalia Rybicka), przysłana przez inwestorów. Rafał w jej obecności negocjuje zakup pensjonatu Lucyny i Ewy. Jednak Ewa nie chce się zgodzić na sprzedaż domu. Jasiek odnalazł Zosię w Warszawie. Kiedy się spotkali, dziewczyna nie chciała z nim rozmawiać. Bartek w Warszawie zarabia myjąc okna. Wieczorem poznaje pewną właścicielkę klubu Xsenia (Anna Czartoryska). Lucyna wraz z Agnieszką znajdują wspólny język. Następnego dnia Agnieszka postanawia pomóc nowym znajomym. Wymyśla podstęp z pomocą Marty, Lucyny i Ewy, który ma obciążyć Rafała. Olga oznajmia Anieli, że policja złapała Romka na dworcu w Warszawie, skąd zostanie przewieziony do domu dziecka. Zaniepokojona góralka na wieść, że chłopaka jest ciężko chory postanawia pojechać do Warszawy. Lucyna sprzedaje swoje 60% udziałów pensjonatu, jednak Ewa chce zawalczyć o swoje i nie sprzedaje swojej części. |                    |                      |             |
| 37 | 11                 | 10 listopada 2011    |             |
| Lucyna przyjeżdża do Warszawy, by powiedzieć Bartkowi, że Ewa jest w ciąży. Kiedy chłopak dowiedział się o tym od razu wrócił do Zakopanego. Na miejscu spotyka matkę jego dziecka, która mówi mu, że nigdy nie tworzyli normalnej pary i nigdy nie będą. Aniela jedzie do Warszawy, by dowiedzieć się co się dzieje z Romkiem. Odwiedza komisariat i dowiaduje się, że chłopak został przeniesiony do innego posterunku. Następnie idzie do Barbary. Tam przedstawia jej całą sytuację. Do rozmowy włącza się Michał. Aniela razem z Michałem odwiedzają matkę Romka – Elżbietę (Elżbieta Słoboda). Mówią jej, że chłopak jest chory na zapalenie stawów. Kobietę nie obchodzi zdrowie syna. Lucyna wysyła Agnieszkę do miasta po zakupy. Dziewczyna na miejscu spotyka Bartka. Razem rozmawiają. W międzyczasie do chłopaka dzwoni Xsenia z Warszawy i proponuje mu, by zagrał w klubie za zastępstwo jednego muzyka. Telefon odbiera Agnieszka i szybko się rozłącza. Wieczorem dwójka miejscowych mężczyzn goniło Rafała. Bartek stanął w jego obronie. Agnieszka, będąc kompletnie pijana nic nie pamiętała następnego dnia. Przy okazji Rafał zrobił jej zdjęcia, które mogą zniszczyć jej karierę. Następnego dnia Marta sprzedaje pensjonat. Bartek chce porwać Ewę, jednak ta chowa się w pensjonacie i nie chce wyjść. Agnieszka pomaga w tej sprawie Bartkowi. W międzyczasie do Ewy przychodzi Marta i mówi jej, że chłopak wcale się z nią nie przespał. Ona wszystko zmyśliła, a Bartek uwierzył bo był pijany i nic nie pamiętał. Ewa uwierzyła, aż w końcu Bartek zabrał ją do chatki na polanie. Tam się jej oświadczył, a dziewczyna przyjęła oświadczyny. |                    |                      |             |
| 38 | 12                 | 17 listopada 2011    |             |
| Po nocy spędzonej z Bartkiem w góralskim szałasie Ewa domaga się od niego prawdziwych oświadczyn. Michał i Aniela odwiedzają Romka w domu dziecka. Jasiek oddaje swój dług i wraca do Zakopanego. |                    |                      |             |
| 39 | 13                 | 24 listopada 2011    |             |
| Ewa i Bartek biorą ślub. Pensjonat Lucyny zostaje sprzedany. - Notatka: Ostatni odcinek Magdaleny Schejbal kreującą postać Ewy Drawskiej. Jest to również ostatni odcinek w którym aktorka występuje w głównej obsadzie. |                    |                      |             |
| |                    |                      |             |
| 1^ Powyższe opisy zostały zaczerpnięte ze strony ipla.pl . |                    |                      |             |

### Seria 4: 2012
| Nr odcinka | Nr odcinka w serii | Premiera         | Oglądalność |
| --- | ------------------ | ---------------- | ----------- |
| 40 | 1                  | 1 marca 2012     | 2 774 560   |
| Nadeszła zima. Minęło już sześć miesięcy odkąd Ewa wraz z matką Barbarą wyjechały do USA po tym jak dziewczyna poroniła. Bartek wpadł w alkoholizm nie mogąc się pozbierać po rozstaniu. Lucyna i Agnieszka same mieszkają w pensjonacie. Tymczasem w Zakopanem pojawia się niespodziewanie Xenia. Po tym jak jej samochód stanął na środku drogi, z opresji uratował ją Mateusz Rybicki. Oboje przyjeżdżają do zamkniętego pensjonatu Lucyny. Okazuje się, że Mateusz wykupił w pensjonacie 60% udziałów. Potem Xenia wraz z mężczyzną idą poszukać Bartka, gdyż dziewczyna ma dla niego propozycję pracy. Odnajdują pijanego chłopaka i ratują go przed zamarznięciem. Diana mieszka u Anieli, u której zwolnił się pokój po wyjeździe Ewy. Intryganta nie może sobie poradzić z prowadzeniem redakcji Tu i Teraz. Tym bardziej nie chce przyjąć do pracy Patryka, od którego odeszła żona. Zadzwonił do niej Marek z Warszawy, który niepokoi się stanem zakopiańskiego biura redakcji. Podczas niespodziewanego incydentu Agnieszka całuje Mateusza, między którymi zaczęło powstawać gorące uczucie. Lucyna zaczyna naukę jazdy na nartach. Następnego dnia Bartek wyjeżdża z Xenią do Warszawy. Tam razem grają w zespole, jednak chłopak ciągle rozmyśla o Ewie. Chłopak dowiaduje się, że 4 lata temu wokalista miała narzeczonego, który zginął w wypadku tydzień przed ich ślubem. Wieczorem oboje idą na łyżwy, gdzie świetnie się bawią. Między nimi powstaje nowe uczucie. - Notatka 1: Począwszy od tego odcinka serial przyjął zupełnie nową czołówkę oraz logo serialu. - Notatka 2: Od tego odcinka do głównej obsady dołączyli: Natalia Rybicka, Anna Czartoryska, Joanna Orleańska, Jan Wieczorkowski, Piotr Zelt, Dorota Pomykała oraz Małgorzata Pieczyńska. Większość aktorów występowała w poprzednich sezonach, lecz w obsadzie drugoplanowej. |                    |                  |             |
| 41 | 2                  | 8 marca 2012     | 1 808 475   |
| |                    |                  |             |
| 42 | 3                  | 15 marca 2012    | 1 897 126   |
| |                    |                  |             |
| 43 | 4                  | 22 marca 2012    | 1 904 573   |
| |                    |                  |             |
| 44 | 5                  | 29 marca 2012    | 2 001 458   |
| |                    |                  |             |
| 45 | 6                  | 5 kwietnia 2012  | 1 580 677   |
| |                    |                  |             |
| 46 | 7                  | 12 kwietnia 2012 | 1 655 288   |
| |                    |                  |             |
| 47 | 8                  | 19 kwietnia 2012 | 1 789 351   |
| |                    |                  |             |
| 48 | 9                  | 26 kwietnia 2012 | 1 398 546   |
| |                    |                  |             |
| 49 | 10                 | 3 maja 2012      | 1 394 253   |
| |                    |                  |             |
| 50 | 11                 | 10 maja 2012     | 1 105 696   |
| |                    |                  |             |
| 51 | 12                 | 17 maja 2012     | 997 861     |
| |                    |                  |             |
| 52 | 13                 | 24 maja 2012     | 820 342     |
| |                    |                  |             |